# Чехув (Любуське воєводство)
Чехув (пол. Czechów, нім. Zechow) — село в Польщі, у гміні Санток Ґожовського повіту Любуського воєводства.
Населення — 532 особи (2011).
У 1975-1998 роках село належало до Гожовського воєводства.

## Демографія
Демографічна структура станом на 31 березня 2011 року:
|          | Загалом | Допрацездатний вік | Працездатний вік | Постпрацездатний вік |
| -------- | ------- | ------------------ | ---------------- | -------------------- |
| Чоловіки | 273     | 50                 | 199              | 24                   |
| Жінки    | 259     | 46                 | 162              | 51                   |
| Разом    | 532     | 96                 | 361              | 75                   |